# Voyagerprogramma
Het Voyagerprogramma is een Amerikaans ruimtevaartprogramma van twee onbemande ruimtevaartschepen.

## Geschiedenis
In 1961 werkte de toen 25-jarige wiskundestudent Michael Minovitch als vakantiewerker bij het Jet Propulsion Laboratory. Hij berekende dat het zwaartekrachtveld van een planeet niet het eind van een missie betekent, maar een ruimtetuig kon versnellen. Versnellen in het zonnestelsel betekent verder van de zon af en dat betekende dat missies naar de buitenste planeten mogelijk waren door het enorme zwaartekrachtveld van Jupiter te gebruiken.
In 1965 ontdekte Gary Flandro dat Jupiter, Saturnus, Uranus en Neptunus eens in de 176 jaar zo aan de hemel stonden dat het met één missie mogelijk was alle vier de planeten te bezoeken. De eerstvolgende keer dat deze planeetstand zou voorkomen was in 1977.
Men begreep onmiddellijk dat deze kans niet gemist kon worden en ging aan de slag. De Pioneer 10-missie testte of het mogelijk was voorbij Jupiter te geraken, de Pioneer 11 testte of het mogelijk was voorbij Saturnus te geraken. Vervolgens werden twee ruimtesondes die gebouwd waren voor het Marinerprogramma omgedoopt tot Voyager 1 en Voyager 2.
Voor het communiceren met de Voyager-sondes was niet voldoende infrastructuur aanwezig. Dit leidde tot de bouw van het Deep Space Network, bestaande uit schotelparken in Goldstone in Californië, Madrid en Canberra in Australië. De locaties zijn zorgvuldig gekozen opdat altijd een van de stations de Voyager-sondes in ontvangst kon hebben. Het was de bedoeling meerdere ruimtetuigen met het Deep Space Network te bedienen dus werden op de locaties 34-meter- en 70-meterradiotelescopen neergezet, waarbij de 34-metertelescopen voornamelijk dienen voor communicatie tot aan Jupiter en de 70-metertelescopen gebruikt worden voor communicatie met verder weg gelegen sondes. Vandaag de dag is het Deep Space Network sterk uitgebreid.

### Bezuinigingen en schrappen van missies
Naarmate de lanceerdatum dichterbij kwam werd NASA flink gekort in haar budgetten. Aldus werd de missie flink ingekort. Van de oorspronkelijke vier trajecten die men met een Voyager-sonde wilde verkennen, werden er twee geschrapt. Van de twee overgebleven trajecten ging er een langs de maan Titan, wat betekende dat Voyager 1 na Titan uit het planetaire vlak zou worden geduwd en de missie ten einde zou brengen. Ook de Voyager-2-missie zou na Saturnus ten einde zijn; er werd echter een traject gekozen dat een reis naar Uranus en Neptunus mogelijk zou maken, mocht het tij keren.
Op 20 augustus 1977 werd Voyager 2 gelanceerd, kort daarop gevolgd door de Voyager 1 op 5 september 1977. De Voyagers hadden een voor die tijd geavanceerde fotocamera aan boord en stuurden foto's terug naar de aarde. Toen Saturnus bereikt zou worden trokken grote mensenmassa's naar het Jet Propulsion Laboratory om als eerste de foto's van Saturnus te kunnen zien. Omdat zowel publiek als wetenschappers bijzonder enthousiast en vooral ook verrast waren over de foto's die teruggestuurd werden, werd de toestemming om de Voyager 2 verder te laten vliegen uiteindelijk een formaliteit.

### Verder verloop
Medio 2015 functioneerden beide Voyagers nog uitstekend. Per dag ontving NASA zestien uur aan gegevens. De slinkende brandstofvoorraad en het afnemende elektrische vermogen begonnen echter hun weerslag te krijgen. Langzaam maar zeker moest NASA steeds meer wetenschappelijke instrumenten uitschakelen, om stroom voor de hoofdsystemen te garanderen. NASA schatte in, dat ze het radiocontact met de sondes ergens tussen 2020 en 2025 gaan verliezen. Of dit uiteindelijk gebeurt door gebrek aan brandstof of elektriciteit blijft ongewis.
In augustus 2022 waren beide Voyagers 45 jaar operationeel. Voyager 2 was op dat moment 19,5 miljard kilometer verwijderd van de Aarde en stuurde nog steeds gegevens terug over de heliopauze. Voyager 1 is het verste kunstmatige object en was in augustus 2022 23,3 miljard km verwijderd van de aarde. Zowel Voyager 1 als Voyager 2 communiceren nog steeds met NASA's Deep Space Network, ontvangen commando's en verzenden af en toe gegevens naar de aarde.